# Johann Heinrich Schönfeld
Ne pas confondre avec le peintre Heinrich Schönfeld (1809-1845).
 (novembre 2014).
Si vous disposez d'ouvrages ou d'articles de référence ou si vous connaissez des sites web de qualité traitant du thème abordé ici, merci de compléter l'article en donnant les références utiles à sa vérifiabilité et en les liant à la section « Notes et références ».
Johann Heinrich Schönfeld, né le 23 mars 1609 à Biberach an der Riß et mort en 1684 à Augsbourg est un peintre allemand.

## Biographie
Après avoir fait son apprentissage à Memmingen, Schönfeld travaille de 1627 à 1629 comme compagnon à Stuttgart ; de là, ainsi que la plupart des peintres allemands de l'époque, il se rend en Italie, en passant par Bâle « et d'autres localités en Allemagne », nous apprend Sandrart.

### En Italie entre 1633 et 1651

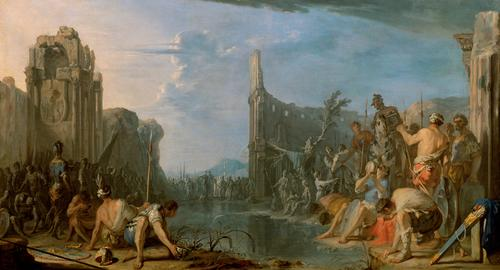
Gédéon passe l'armée en revue
(1640-1642)
Kunsthistorisches Museum

Ce séjour aura une influence décisive sur l'artiste, dont les premières œuvres, encore inféodées à la tradition des grands maniéristes H. Goltzius [Lequel ?], J. Müller et G. Van Valckenborch, seront bientôt suivies par des tableaux où s'affirme la facture personnelle de leur auteur
À Rome, où il demeure jusqu'en 1637-38, il est au service du prince Orsini, Schönfeld montrera tout d'abord peu de goût pour les compositions religieuses monumentales, s'inspirant plutôt — à l'instar des maniéristes formés à l'école italienne — d'Adam Elsheimer et de son cercle. Il assimile aussi la leçon de Véronèse et du Cavalier d'Arpin, s'imprègne de Castiglione, Callot, Antonio Tempesta, Poussin. 
Il gagne Naples, où s'était formé, en opposition à la grande peinture officielle religieuse des Ribera, Caracciolo et Massimo Stanzione, un cercle d'artistes dont la fréquentation se révéla des plus bénéfiques pour le jeune Allemand, car il opposait à la peinture monumentale alors en honneur à Rome une variante plus intime, aux motifs poétiques et au coloris subtil, trouvant son accomplissement dans les vastes panoramas riches d'atmosphère et les compositions de plus petit format. Naples, qui retiendra Schönfeld plusieurs années, donnera à son art de nouveaux accents ; en effet, des œuvres telles que le Triomphe de David (Staatliche Kunsthalle Karlsruhe), La Victoire de Josué à Gabaon (Galerie nationale de Prague) ou encore Salomon oint par le prêtre Zadok (Staatsgalerie (Stuttgart)) trahissent assurément l'influence des peintres de batailles napolitains, d'Aniello Falcone, d'Andrea di Lione, de Salvator Rosa ou de Domenico Gargiulo. Un contact direct semble avoir existé entre Schönfeld et Cavallino, son cadet de treize ans, dont les délicats tableaux aux ombres estompées dans la profondeur, aux clairs-obscurs accusés et au rendu pittoresque de l'atmosphère présentent maintes affinités avec les œuvres du maître allemand, mais on ignore dans quelle mesure l'un fut tributaire de l'autre.
Quant à l'art de Jacques Callot, dont on retrouve le reflet dans l'ordonnance des compositions, dans les formats étirés à la manière d'une frise ou encore dans la sveltesse des figures, Schönfeld semble l'avoir découvert par le truchement de son compatriote, le peintre et graveur strasbourgeois J. G. Baur.

### Retour en Allemagne
Après un séjour de dix-huit ans en Italie, il revint en Allemagne à la fin de la guerre de Trente Ans.
Nous ne possédons aucune indication chronologique précise concernant son activité depuis son arrivée à Stuttgart en 1627-1629 jusqu'à 1651, année où il peignit la Sainte Trinité en l'église de Biberach. Une inscription au revers du tableau Jacob et Rachel à la fontaine (Staatsgalerie (Stuttgart)) indiquant qu'il aurait été en 1647 directeur de la galerie du comte de Brühl à Dresde ne saurait constituer une certitude ; cette hypothèse a d'ailleurs été réfutée.
Ce n'est qu'à partir de 1652, date à laquelle il se fixe à Augsbourg, qui lui accorde le droit de cité, que ses œuvres seront datées, fournissant suffisamment de témoignages de son activité en Allemagne. Mais les œuvres datées de 1653 à 1655 ont été peintes exclusivement pour des commanditaires d'Autriche et de Bohême. 

## Œuvre

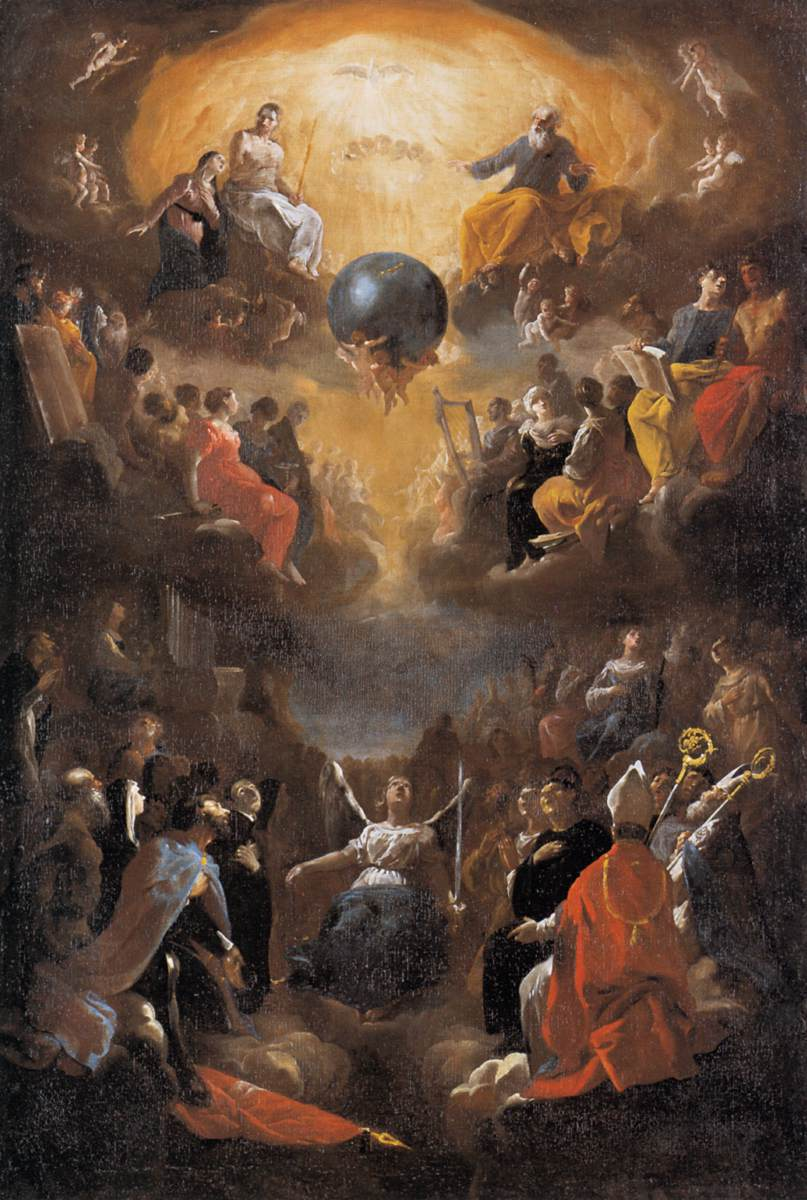
Adoration de la Ste Trinité
(1645-1650)
Musée du Louvre

On doit à Schönfeld, dont la plupart des tableaux ont été conçus en Italie, des « histoires sérieuses, des fables poétiques et des pastorales » (Sandrart), scènes de l'Antiquité, de la mythologie gréco-romaine, récits bibliques ou tableaux de genre bucoliques animés de nombreux personnages. Tant par le choix des thèmes que par la transparence du coloris faisant surgir des reflets diaprés cernés d'ombres violettes, Schönfeld apparaît comme l'un des précurseurs de la peinture du XVIIIe siècle. N'anticipe-t-il pas, en effet, sur les éléments de composition particuliers au rococo ? De sveltes silhouettes se détachent de l'ensemble pour se profiler sur le fond d'un gris délicat. Le spectateur embrasse d'un seul regard les plans étirés de la composition où, enveloppées dans la froideur argentée de l'atmosphère, les zones claires s'opposent aux zones obscures pour suggérer la profondeur. Dans les scènes solennelles, les ruines et portiques antiques, puissants repoussoirs, invitent l'œil à plonger dans la profondeur du tableau dont ils limitent aussi le théâtre. Comme sur les frises romaines, le spectateur voit défiler des cortèges de figures (le Triomphe de Vénus, Gemäldegalerie (Berlin) ; le Cortège de Bacchus, Naples, Capodimonte ; le Triomphe de David, (Staatliche Kunsthalle Karlsruhe), dont s'inspireront bien des peintres et graveurs allemands). Cependant, à côté des marches triomphales enjouées et capricieuses, des bucoliques idylles d'Arcadie où, à l'exemple des fresques antiques, les personnages sont en harmonie avec la nature environnante, l'un des thèmes essentiels de l'art baroque, celui de la vanité des choses terrestres, occupe une place importante dans l'œuvre de Schönfeld. Animaux morts, bougies qui se consument, bulles de savon irisées, sabliers et ruines ne sont point ici de simples accessoires vides de substance, mais des allégories symbolisant le temps et la précarité de toute chose. À ces thèmes, il convient d'ajouter les chercheurs de trésors et les scènes de carnage chers aux contemporains de l'artiste pour leur sombre intensité. Des tombeaux antiques et des sarcophages, symboles de grandeur passée, sont représentés brisés et profanés. Schönfeld est l'un des rares artistes allemands notoires du XVIIe siècle à être retourné dans son pays natal.
Son génie créateur semble s'être progressivement affaibli après son retour d'Italie. Pour satisfaire aux nombreuses commandes émanant des couvents et églises du Sud de l'Allemagne, il s'orienta essentiellement vers le tableau d'autel, où il déploya une grande virtuosité sans atteindre, cependant, à la puissance d'expression de ses œuvres de jeunesse. Il reprit aussi des thèmes qu'il avait traités en Italie (l'Offrande à Diane, v. 1664-65, Mannheim). L'influence que Schönfeld, devenu l'un des plus grands peintres religieux allemands du XVIIe siècle, exerça sur ses disciples d'Augsbourg, Johann Heiss, Isaak Fisches et Johann Spillenberger, est due essentiellement à l'emploi de formules classiques, tel un cadre architectural dont la clarté rappelle Poussin, alliées à une ordonnance très nette de la composition. En dépit des éléments que l'on a coutume d'attribuer au Rococo et qui se font jour près d'un siècle plus tôt dans les dessins et tableaux de Schönfeld, l'artiste exerça une influence indéniable sur l'évolution ultérieure de la peinture allemande, mais on ne peut pas dire qu'elle fut prédominante. À Augsbourg, sa personnalité et sa puissance créatrice marquèrent profondément plusieurs générations.
- La Grande inondation (1636-1637), huile sur toile, , 137 × 209 cm, (Cassel, Château Wilhelmshöhe)[1] inspiré du Déluge de Poussin.
- Gédéon passant en revue son armée (1640-1642), huile sur toile, 99 × 179 cm, Kunsthistorisches Museum, Vienne[2]
- L'Adoration de la Sainte Trinité (1645-1650), 183 × 125 cm (Paris, Musée du Louvre), réalisée dans la grande manière, chère à la Contre-Réforme[3], elle préfigure les accents du XVIIIe siècle.

## Expositions
- Friedrichshafen, Zeppelin Museum, du 16 octobre 2009 au 7 février 2009.
- Stuttgart, Staatsgalerie, Johann Heinrich Schönfeld, Zeichnungen und Druckgraphik, du 7 novembre 2009 au 7 mars 2010.